# Serra de les Veremusses
La Serra de les Veremusses és una serra situada al municipi de Flix a la comarca de la (Ribera d'Ebre), amb una elevació màxima de 298,8 metres.